# Bow Street Runners

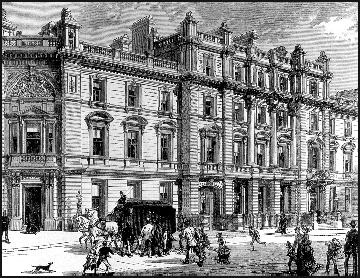
Stampa del XIX secolo della Bow Street Magistrates' Court, in cui aveva sede il corpo dei Bow Street Runners, dal 2021 sede in parte di un museo della polizia.

Il Bow Street Runners è stato il primo corpo di polizia della città di Londra. Esso venne fondato nel 1749 da Henry Fielding ed inizialmente contava soltanto otto membri.

## Storia
Simili ai non ufficiali thief-taker (uomini pagati di volta in volta per aver arrestato responsabili di piccoli reati), essi rappresentavano una formalizzazione e regolamentazione di esistenti metodi regolamentati. L'unica differenza con i thief-takers era nella loro formale dipendenza dal Bow Street magistrate office, e che venivano pagati dal magistrato con fondi provenienti dal governo centrale. Essi avevano la loro sede al n. 4 di Bow Street, e non pattugliavano per le strade della città ma servivano ad arrestare i malfattori su disposizione dei magistrati, viaggiando per tutta l'Inghilterra.
Quando Henry Fielding andò in pensione come magistrato capo, venne sostituito, nel 1754, da suo fratello John Fielding che era stato il suo vice per quattro anni. Noto come il "magistrato cieco di Bow Street", John Fielding migliorò la perlustrazione con una vera forza di polizia per la capitale e successivamente inserì anche ufficiali montati a cavallo.
Anche se la forza fu costruita ad intermittenza negli anni seguenti, essa servì da guida per la costruzione del corpo nei successivi ottant'anni. I Bow Street Runners furono una manifestazione della spinta in avanti verso una professionalizzazione del controllo dello stato delle strade, a cominciare da quelle di Londra.
Contrariamente a quanto riportato da credenze popolari, i Bow Street Runners non vennero chiamati "Robin Redbreasts", questo epiteto venne invece dato alla polizia a cavallo (Bow Street Horse Patrols) che venne fondata nel 1805 dal successore di Sir John Fielding, Richard Ford, in quanto i suoi uomini portavano un panciotto rosso sotto la giacca blu. La polizia a cavallo fu infatti la prima polizia inglese ad avere un'uniforme riconoscibile. Già Fielding aveva creato un corpo di polizia a cavallo nel 1763 ma fu presto soppresso perché considerato troppo costoso finché appunto fu poi ricostituito nel 1805.
I Bow Street Runners continuarono ad operare a Londra finché non vennero assorbiti nel 1839 dal nuovo Metropolitan Police Service, la polizia con giurisdizione su Londra nota come Scotland Yard per la sua sede centrale.
La stazione di polizia di Bow Street, ricostruita nel XIX secolo, venne chiusa nel 1992, ospita dal 2021 il Bow Street Police Museum mentre la locale sede del tribunale fu chiusa nel 2006 e oggi ospita un hotel di lusso.